# Helmut Müller-Enbergs

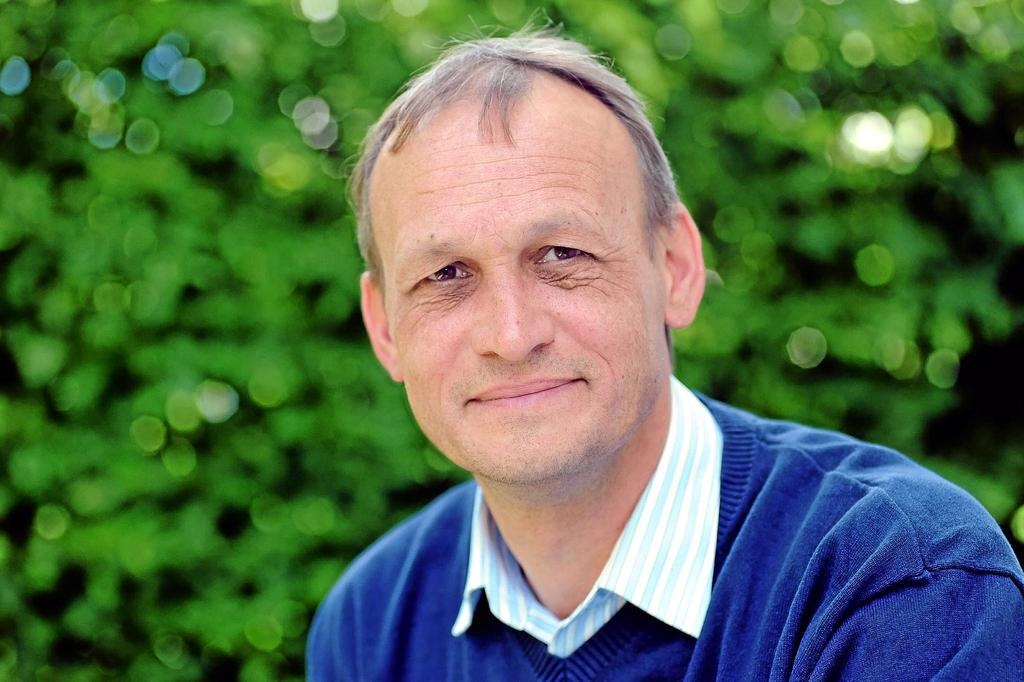
Helmut Müller-Enbergs (2011)

Helmut Müller-Enbergs (* 1960 in Haltern am See) ist ein deutscher Politikwissenschaftler und war von 2015 bis 2021 Leiter der Spionageabwehr beim Verfassungsschutz Berlin.

## Leben
Müller-Enbergs besuchte in Lembeck die Hauptschule und legte 1978 an der Liebfrauenschule Coesfeld das Fachabitur ab. Er war zunächst als Chemiefacharbeiter tätig. Nachdem er 1985 am Overberg-Kolleg die allgemeine Hochschulreife erlangt hatte, studierte er Politikwissenschaften, zunächst an der Westfälischen Wilhelms-Universität Münster, dann am Otto-Suhr-Institut der Freien Universität Berlin (FU). Von 1986 bis 1989 war er studentische Hilfskraft, nach seinem Diplom 1989 wissenschaftlicher Mitarbeiter am Zentralinstitut für sozialwissenschaftliche Forschung der FU Berlin, zugleich von 1990 bis 1992 Pressesprecher der Fraktion Bündnis 90 im Landtag Brandenburg und dort wissenschaftlicher Mitarbeiter im Stolpe-Untersuchungsausschuss.
Seit 1992 war er wissenschaftlicher Referent beim Bundesbeauftragten für die Stasi-Unterlagen. Seine Forschungsschwerpunkte waren Geheimdienstforschung, Inoffizielle Mitarbeiter (IM), die Hauptverwaltung A (HV A) des Ministeriums für Staatssicherheit (MfS), Spionage und Nachrichtendienstpsychologie. Von 2003 bis zu ihrer Auflösung 2005 leitete Müller-Enbergs die Forschungsgruppe Rosenholz. 2004 war er Referatsleiter für Öffentlichkeitsarbeit beim Verfassungsschutz Brandenburg.
Im Jahr 2007 wurde er an der TU Chemnitz bei Eckhard Jesse zum Dr. phil. promoviert. 2007/08 war Müller-Enbergs als Gastwissenschaftler an der University of Michigan (USA). 2008/09 war er Gastprofessor an der geisteswissenschaftlichen Fakultät der Syddansk Universitet in Odense (Dänemark) und ist dort seit 2010 Honorarprofessor. 2011/12 hatte er eine Gastprofessur an der historischen Fakultät der Högskolan på Gotland in Visby (Schweden), seit 2012 ist er dort ebenfalls Honorarprofessor. 2015 bis 2021 war er Leiter der Spionageabwehr beim Verfassungsschutz Berlin. 1992 bis 2019 war Müller-Enbergs – mit zeitweiliger Beurlaubung – wissenschaftlicher Mitarbeiter des Bundesbeauftragten für die Stasi-Unterlagen.
Müller-Enbergs ist verheiratet und hat mit seiner Frau Cornelia „Conny“ Enbergs zwei Söhne.

## Veröffentlichungen
Müller-Enbergs war 1996 Mitverfasser des Behördengutachtens über Gregor Gysi für den Immunitätsausschuss des Deutschen Bundestages. Seine Veröffentlichung zusammen mit Cornelia Jabs im Deutschland Archiv enttarnte den West-Berliner Polizisten Karl-Heinz Kurras als SED-Mitglied und Stasi-IM „Otto Bohl“. Obwohl der Leiter der Forschungsabteilung der Stasi-Unterlagenbehörde den Aufsatz schriftlich zum Druck freigegeben hatte, mahnte ihn die Behördenleitung daraufhin ab. Müller-Enbergs klagte erfolgreich darauf, dass diese Abmahnung aus seiner Personalakte entfernt wird. 2014 schrieb er ein Gutachten über Anetta Kahane in ihrer Tätigkeit als Stasi-IM „Victoria“.

## Mitgliedschaften
Müller-Enbergs war seit 2010 gewähltes Mitglied der Kommission zur Überprüfung der Abgeordneten des Landtags Brandenburg auf Kooperation mit dem MfS sowie der Enquete-Kommission „Aufarbeitung von Geschichte und Folgen der SED-Diktatur“ und des Übergangs in einen demokratischen Rechtsstaat im Land Brandenburg. Er wurde 2018 in den Beirat der Vereinigung 17. Juni 1953 e. V. berufen.

## Veröffentlichungen (Auswahl)
- Der Fall Rudolf Herrnstadt. Tauwetterpolitik vor dem 17. Juni. Ch. Links Verlag, Berlin 1991.
- Von der Illegalität ins Parlament. Werdegang und Konzepte der neuen Bürgerbewegungen. (Hrsg. mit Marianne Schulz und Jan Wielgohs), Berlin 1992, ISBN 978-3-86153-037-4.
- Bündnis 90. Entstehung – Entwicklung – Perspektiven. Berlin 1992 (Mithrsg.).
- Was will die Bürgerbewegung? Augsburg 1993 (Hrsg.).
- Das Fanal. Das Opfer des Pfarrers Brüsewitz und die evangelische Kirche (zus. mit Heike Schmoll und Wolfgang Stock). Frankfurt/Main 1993 (2. Aufl. Münster 1999).
- Wer war wer in der DDR? Ein biographisches Lexikon. (Hrsg. mit Dieter Hoffmann und Jan Wielgohs) Ch. Links Verlag, Berlin 2000/2007/2010, Online-Version.
- Wer war wer in der DDR? 2146 Biographien zur DDR-Geschichte. Ein elektronisches Lexikon unter Windows. (Hrsg. mit Bernd-Rainer Barth, Christoph Links und Jan Wielgohs), 1995.
- Inoffizielle Mitarbeiter des Ministeriums für Staatssicherheit. 3 Bde. Links, Berlin 1996–2008 (Teil 3 zugl.: Chemnitz, Univ., Diss., 2007).
- Konrad-Adenauer-Stiftung 1996: Brigitte Kaff, Gerhard Finn, Frank Hagemann, Peter Maser, Helmut Müller-Enbergs, Günther Wagenlehner, Hermann Wentker: Die „instrumentalisierte politische Säuberung“ in der Sowjetischen Besatzungszone (PDF; 330 kB).
- Das Gesicht dem Westen zu … DDR-Spionage gegen die Bundesrepublik Deutschland. Bremen 2003 (Hrsg. gem. mit Georg Herbstritt) (3. Aufl. 2006).
- Rechts und links der Demokratie. Extremisten zur Landtagswahl 2004 (zus. mit Jonas Grutzpalk), Landesamt für Verfassungsschutz, Potsdam 2004.
- Die Nachrichtendienstschule. Der I. Kursus der Schule des Instituts für wirtschaftswissenschaftliche Forschung (IWF). (= Hefte zur DDR-Geschichte, Hrsg. vom Verein Helle Panke). Berlin 2006.
- Geheimhaltung und Transparenz. Demokratische Kontrolle der Geheimdienste im internationalen Vergleich. Münster 2006 (zus. Hrsg. mit Wolbert K. Smidt, Ulrike Poppe und Wolfgang Krieger)
- „Rosenholz“. Eine Quellenkritik. (Hrsg. von der BStU). Berlin 2007.
- Intelligence-Service Psychology. Frankfurt/Main 2008 (Mithrsg.).
- Die inoffiziellen Mitarbeiter. Berlin 2008, ISBN 978-3-942130-26-4.
- Schriftenreihe „Studies in Intelligence Collection and Intelligence Analysis“ im Verlag Polizeiwissenschaft. Frankfurt/Main (seit 2008).
- Sicherheit in Organisationen. Frankfurt/Main 2009 (Mithrsg.).
- mit Cornelia Jabs: Der 2. Juni 1967 und die Staatssicherheit, in: on-line Deutschland Archiv der Bundeszentrale für politische Bildung, Beitrag vom 27. Mai 2009.
- Das Institut für Wirtschaftswissenschaftliche Forschung und die Anfänge der DDR-Spionage. (= Hefte zur DDR-Geschichte, Hrsg. vom Verein Helle Panke), Berlin 2010.
- East German Foreign Intelligence. Myth, Reality and Controversy. Routledge, London 2010 (zus. Hrsg. mit Thomas Wegener Friis, Kristie Macrakis).
- Die Kreisdienststelle Eisenach und ihr inoffizielles Netz. (Hrsg. von der Thüringer Landesbeauftragten für Stasi-Unterlagen). Erfurt 2010.
- Markus Wolf versus United States of America. Die Amerika-Abteilung des Ministeriums für Staatssicherheit, in: Jahrbuch für Historische Kommunismusforschung 2010, S. 209 ff., ISBN 978-3-351-02690-5.
- Hauptverwaltung A (HV A). Aufgaben, Strukturen, Quellen. (= Anatomie der Staatssicherheit (MfS-Handbuch)). Der Bundesbeauftragte für die Unterlagen des Staatssicherheitsdienstes der ehemaligen Deutschen Demokratischen Republik, Abteilung Bildung und Forschung, Berlin 2011, ISBN 978-3-942130-15-8 (Online-Fassung 2013) (PDF; 3,2 MB).
- Die Kreisdienststelle Greiz und ihr inoffizielles Netz (Hrsg. von der Thüringer Landesbeauftragten für Stasi-Unterlagen). Erfurt 2011.
- Der allmächtige Geheimdienst – Ein Relikt der Vergangenheit? Zur Transformation der Geheimdienste Mittel- und Osteuropas nach 1990 (zus. hrsg. mit Wolbert K. Smidt, Irina Mohr). Lit, Berlin. Münster 2012, ISBN 978-3-643-11792-2.
- Die Kreisdienststelle Meiningen des Staatssicherheitsdienstes. Eine Handreichung zur regionalen Aufarbeitung. (zus. mit Tom Pleiner). Berlin 2012.
- Minderjährige IM – ein Forschungsstand, in: on-line Deutschland Archiv der Bundeszentrale für politische Bildung, Beitrag vom 12. Januar 2012.
- mit Katharina Kilzer (Hrsg.): Geist hinter Gittern. Die rumänische Gedenkstätte Memorial Sighet. Frank & Timme, Berlin 2013, ISBN 978-3-86596-546-2.
- Stasi in Falkensee: Studien – Sichtweisen – Schicksale. Metropol, Berlin 2014, ISBN 978-3-86331-219-0.
- mit Irene von Götz: Im Visier der Stasi. Spionage in Berlin-Schöneberg. Berlin 2014, ISBN 978-3-86331-214-5.
- mit Christian Booß: Die indiskrete Gesellschaft. Studien zum Denunziationskomplex und zu inoffiziellen Mitarbeitern. Berlin 2014, ISBN 978-3-86676-384-5.
- Frau Annette Kahane und die Staatssicherheit als zusammenfassendes Gutachten vom 26. November 2014.
- DDR-Spione in Rostocks geheimpolizeilicher Partnerstadt Hamburg, in: Heldenhafte „Tschekisten“? „Kundschafter des Friedens“? Hamburger Politiker als DDR-Spione im Kalten Krieg. Begleitband zur Ausstellung Hamburger Politiker als DDR-Spione im Kalten Krieg in der Bibliothek der Helmut-Schmidt-Universität, Hrsg. von Helmut Stubbe da Luz, Hamburg 2015, ISBN 978-3-86818-077-0, S. 28–41.
- Die vier Jahreszeiten. Edition Noack & Block, Berlin 2015, ISBN 978-3-86813-027-0.
- Zur Psychologie der Nachrichtendienste, in: Katapult, Greifswald 2015.
- Die Stasi in Schleswig-Holstein, in: Grenzen überwinden. Schleswig-Holstein, Dänemark & die DDR. Hrsg. von Aaron Jessen, Elmar Moldenhauer & Karsten Biermann, Husum 2016, ISBN 978-3-89876-821-4, S. 133–152.
- mit Armin Wagner (Hrsg.):  Spione und Nachrichtenhändler. Geheimdienst-Karrieren in Deutschland 1939–1989. Ch. Links Verlag, Berlin 2016, ISBN 978-3-86153-872-1.
- Ruhrpottspione. DDR-Spionage im Ruhrgebiet – am Beispiel Bochum, Dortmund und Essen, Berlin 2017.
- mit Thomas Wegener Friis: Der Koffer aus Hamburg: In einem Nachlass finden sich Papiere aus Görlitz, die am 17. Juni 1953 beim Sturm auf die Stasi-Zentrale mitgenommen wurden, in: Sächsische Zeitung, 15. Juni 2017.
- Dichtung in der Ära Basescu und Johannis – Blandina und Ihre Reden an die Wissenschaften, in: Wozu Dichter in dürftiger Zeit? Reden und Essays (German Edition) von Ana Blandiana, Berlin 2018, ISBN 978-3-86813-059-1, S. 129–148.
- (Mitherausgeber): Spionage im Grenzland. Nachrichtendienste in Schleswig-Holstein und Süddänemark. BeBra Wissenschaft, Berlin 2025, ISBN 978-3-95410-346-1.